# Lavonia (Géorgie)
Lavonia est une ville américaine située dans les comtés de Franklin et de Hart, en Géorgie. Selon le recensement de 2020, sa population est de 2 143 habitants.